# Маку (алаафін)
Маку (Макуа) (д/н — 1797) — 31-й алаафін (володар) держави Ойо в 1797 році.

## Життєпис
Відомостей про нього обмаль. 1797 року за підтримки ойо-месі (вищої ради) повалив алаафіна Адебо. Намагався приборкати повсталі провінції, але в першому ж поході проти Іворо зазнав поразки. В результаті після 2 місяців зі сходження на трон рішення ойо-месі повинен був скоїти самогубство.
За цим почалася боротьба за владу, що тривала до 1801 року, коли трон отримав Маджоту.